# 郊区 (福州市)
郊区（1968年9月—1970年2月，1975年5月—1995年10月）是中华人民共和国福建省福州市历史上的一个市辖区。

## 前身
1952年12月，福州市人民政府设立派出机关福州市人民政府郊区行政办事处（以下简称“市郊办处”），下辖鼓山、盖山、洪山、新店4个区，共43个乡镇。1955年5月，撤销鼓山、洪山、新店3个区，其所辖乡镇由市郊办处直接领导。1957年11月，撤销市郊办处，原辖18个乡镇调整为鼓山、岳峰、魁岐、战坂、温泉、湖前、洪山、高湖、盖山、义序等10个乡镇，由福州市人民委员会直接领导。1959年7月，福州市郊人民公社撤销，设福州市人民委员会郊区行政办事处（仍简称“市郊办处”），鼓山、洪山、新店、盖山4个分社改为人民公社，隶属市郊办处。1960年3月，撤销市郊办处，设鼓山、新店、马尾3个区，由福州市直辖。1962年1月，恢复福州市人民委员会郊区行政办事处，辖鼓山、新店、马尾、盖山4个区和洪山、北峰、亭江、琅岐、建新5个人民公社。6月，建新、亭江、琅岐、北峰等公社分别改制为区，洪山公社不变；此时，市郊办处辖鼓楼、盖山、新店、马尾、建新、亭江、琅岐、北峰8个区。

## 第一次设立
1968年9月，撤销福州市人民委员会郊区行政办事处，成立郊区革命委员会，原行政区域和隶属关系不变。1969年4月，城区红卫、赤卫、朝阳和渔业4个人民公社划归郊区。11月，郊区所属鼓山、新店、盖山、马尾、建新、亭江、琅岐、北峰等8个区改称人民公社，原8个区所属47个公社改为管理区。1970年2月，郊区撤销。

## 第二次设立
1975年5月，恢复郊区；亭江公社从马江区划属郊区；红卫区的新店公社、赤卫区的鼓山、鼓岭公社、朝阳区的朝阳、城门公社划归郊区；撤销北峰区，所属岭头、宦溪、红寮、日溪等公社划归郊区；郊区计辖新店、鼓山、鼓岭、朝阳、城门、岭头、宦溪、红寮、日溪、建新、亭江等11个公社；同年12月，连江县琅岐公社划归郊区。1978年2月，撤销马江区，马尾镇和马尾公社划属郊区；同年8月，郊区朝阳公社复名盖山公社。1981年10月，城门公社析螺洲地区设立螺洲镇，隶属郊区。1982年8月，撤销环城区，所属洪山、台江、仓山、新店、建新等公社划归郊区。同月，从郊区析出马尾镇和马尾公社设立马尾区，直属福州市。1984年4月，实行政社分开，郊区各公社先后改组为乡、镇。1995年10月，郊区更名为晋安区。